# 인터넷 스트림 프로토콜
인터넷 스트림 프로토콜(Internet Stream Protocol, ST)은 1979년 Internet Experiment Note IEN-119에서 처음 정의된 실험적 프로토콜이다. 이후 RFC 1190 및 RFC 1819에서 실질적으로 개정되었다. 이 프로토콜은 인터넷 프로토콜 헤더의 버전 필드에서 버전 번호 5를 사용하지만 IPv5로 잘 알려지지는 않았다. 따라서 IPv4의 후속은 사용중인 실제 프로토콜에 대한 혼동을 방지하기 위해 IPv6으로 명명되었다.

## 역사
인터넷 스트림 프로토콜 제품군은 공개적으로 소개된 적이 없지만 많은 개념은 이후의 비동기 전송 방식과 유사하며 MPLS에서 찾을 수 있다. VoIP의 선구자이기도 하다.
ST는 1973년 12월 ARPA의 네트워크 보안 통신(NSC)의 일환으로 정보 과학 연구소의 인터넷 연구원 대니 코헨(Danny Cohen)에 의해 구현된 패킷화된 통신 네트워크를 통해 인간의 음성을 전송하기위한 선구적인 컴퓨터 네트워크 프로토콜인 네트워크 음성 프로토콜 (Network Voice Protocol)의 전송 프로토콜로 계획되었다.
1979년에 처음 지정된 ST는 IPv4의 연결 지향 보완으로 구상되었으며 동일한 수준에서 작동하지만 IP 데이터그램에 사용된 것과 다른 헤더 형식을 사용하였다. IEN-119에 따르면 그 개념은 Danny Cohen, Estil Hoversten 및 James W. Forgie에 의해 공식화되었다. 이 프로토콜은 패킷화 음성(지금의 VoIP), Talkspurt(무음 간격 사이의 연속적인 음성 세그먼트), 패킷 서비스에 대한 지정된 지연 및 드롭률 요구 사항의 개념을 소개하는 데 주목할만했다.
ST-II 또는 ST2로 다양하게 알려진 두 번째 버전은 1987년 Claudio Topolcic과 다른 사람들이 초안을 작성하고 1990년에 지정했다. 분산 시뮬레이션 및 화상 회의에 광범위하게 사용된 Terrestrial Wideband Network 및 후속인 Defense Simulation Internet에서 구현되었다. 이 버전은 나중에 캐나다의 Iris Digital Communications System 내에서 음성 통화 및 기타 실시간 스트림을 전송하기위한 핵심 기술을 형성했다.
ST2+ 라고도 알려진 ST2의 최종 버전은 IETF ST2 워킹 그룹에서 작성하고 RFC 1819 로 게시했다. ST2는 IPv5로 알려진 적이 없지만 인터넷 프로토콜 버전 번호 5로 자체 패킷을 구별한다.
ST는 IP와 동일한 IP 주소 구조와 링크 계층 프로토콜 번호 (에테르 타입 0x800)를 사용한다.
데이터그램 모드에서 ST 패킷은 인터넷 프로토콜 번호 5를 사용하여 IP 헤더로 캡슐화 할 수 있다.

## 같이 보기
- IPv6